# 윤정석
윤정석(1958년 1월 12일 ~ )은 22회 사법고시에 합격한 후 법무부 검찰국 검사, 서울지검 공판1부장, 포항지청장을 지낸 뒤 2004년 변호사로 개업하였다.

## 삼성 특검
윤변호사는 삼성 특검의 특별검사보로 임명되었고, 수사 결과를 언론에 브리핑하였다.

## 같이 보기
- 삼성 특검